# Full Circle (FireHouse)
Full Circle è l'ottavo album in studio del gruppo musicale statunitense FireHouse, pubblicato nel 2011.
L'album raccoglie nuove registrazioni di alcuni vecchi brani provenienti dai primi quattro album del gruppo, FireHouse (1990), Hold Your Fire (1992), 3 (1995) e Good Acoustics (1996). È inoltre presente la traccia inedita Christmas with You.

## Tracce
| No. | Titolo                       | Album di provenienza | Compositori                                     | Durata |
| --- | ---------------------------- | -------------------- | ----------------------------------------------- | ------ |
| 1.  | "Overnight Sensation"        | FireHouse            | Ellis, Michael Foster, Bill Leverty, C.J. Snare | 3:55   |
| 2.  | "Shake & Tumble"             | FireHouse            | Foster, Leverty, Perry Richardson, Snare        | 3:46   |
| 3.  | "Hold the Dream"             | Hold Your Fire       | Leverty, Snare                                  | 5:00   |
| 4.  | "All She Wrote"              | FireHouse            | Leverty, Snare                                  | 3:45   |
| 5.  | "Love of a Lifetime"         | FireHouse            | Leverty, Snare                                  | 4:45   |
| 6.  | "Don't Treat Me Bad"         | FireHouse            | Ellis, Foster, Leverty, Snare                   | 3:55   |
| 7.  | "Reach for the Sky"          | Hold Your Fire       | Leverty, Snare                                  | 4:46   |
| 8.  | "When I Look into Your Eyes" | Hold Your Fire       | Leverty, Snare                                  | 4:00   |
| 9.  | "You Are My Religion"        | Good Acoustics       | Leverty, Snare                                  | 4:02   |
| 10. | "I Live My Life for You"     | 3                    | Leverty, Snare                                  | 4:24   |
| 11. | "Christmas with You"         | Traccia inedita      | Leverty, Snare                                  | 4:15   |

## Formazione
- C.J. Snare – voce, tastiere
- Bill Leverty – chitarre
- Allen McKenzie – basso
- Michael Foster – batteria, percussioni